# Telnor
Telnor, o Teléfonos del Noroeste, es una compañía que brinda servicios de teléfono e internet desde 1981 con sede en Tijuana. Opera en las ciudades de Baja California y parte del noroeste de Sonora. Es parte de América Móvil Telecom, que es propiedad del multimillonario Carlos Slim.